# Трошковское месторождение
 Трошковское месторождение огнеупорных глин расположено в 20 км от г. Черемхово Иркутской области в междуречье рек Ангара и Белая.
Запасы месторождения составляют около 2,6 млн тонн огнеупорных глин (7,9 % от разведанных запасов огнеупорных глин в России).
Глины месторождения состоят из каолинита, монтмориллонита, грубодисперсного кварца, галлуазита, слюды, полевого шпата. Имеются две разновидности каолинитовых глин: плотная с малой примесью монтмориллонита и рыхлая с содержанием монтмориллонита до 50 %.
Есть слои песчанистых глин белой, серой, черной окрасок.
Месторождение разрабатывается с 19 века. Огнеупорные глины используются как сырье для производства катализаторов, цеолитов, керамических изделий.